# 1640.
1640. je peto desetletje v 17. stoletju med letoma 1640 in 1649. 